# 미국 대 시거 사건
미국 대 시거 사건(United States v. Seeger, 380 U.S. 163 (1965))은 미국 연방대법원 판례로 양심적 병역거부자에 대한 유명 판결이다. 양심적 병역거부는 종교적 신념에서만 가능한 것이 아니라 "신에 대한 정통적 믿음으로 꽉 차 있는 신념에 비견되는 정도로 그 신념의 소유자의 삶에서 자리잡고 있는" "진지하고 유의미한"(sincere and meaningful) 신념에서도 가능하다고 판시하였다. 청원인인 Seeger는 병역거부로 기소되었는데 그는 신의 존재를 믿지 않으나 자신의 신념으로 집총을 거부하였다. 이는 양심적 병역거부를 심사하는 기준에 부합하지 않았고 그는 병역기피로 기소되자 그는 대법원에 상소하였다. 미국 대법원에 따르면 법원은 종교의 자유의 원칙에 따라 청원인이 절대 유일신에 대한 믿음이 없다는 이유로 종교적이지 않다고 판단하는 것은 위헌이라고 판시하였다.

## 같이 보기
- 국교금지조항
- 양심적 병역거부